# Guido Westerwelle
Guido Westerwelle (Bad Honnef, 27 december 1961 – Keulen, 18 maart 2016) was een Duits politicus. Hij was lid van de FDP en voormalig leider van deze partij. Tussen 28 oktober 2009 en 17 december 2013 was Westerwelle minister van Buitenlandse Zaken van Duitsland.

## Carrière
Westerwelle ging naar school in Oberdollendorf, Königswinter en Bonn en behaalde het Abitur in 1980. Hij studeerde rechten aan de Universiteit van Bonn en legde het staatsexamen af in 1987 en 1991, waarna hij een erkend advocaat werd. In 1994 promoveerde hij tot doctor in de rechten via afstandsonderwijs aan de FernUniversität Hagen.
Van 1983 tot 1988 was hij voorzitter van de Junge Liberale, en van 1994 tot 2001 secretaris-generaal van de FDP. In 2002 stelde hij zich als eerste FDP'er kandidaat voor het ambt van bondskanselier, in het kader van het "Projekt 18", verwijzend naar het beoogde percentage stemmen in de aanstaande verkiezing. Hij zette een strategie voort die was ingeleid door de omstreden Jürgen Möllemann, partijleider in Noordrijn-Westfalen. Zijn verkiezingscampagne trok de aandacht: hij posteerde zich met zijn schoenzolen naar de camera, waarop „18” stond afgedrukt. Ook trok hij door Duitsland in een gele bus, die Guidomobil heette. Maar in 2002 en ook in 2005 hadden CDU/CSU en FDP samen niet voldoende stemmen om samen een coalitie te vormen. Tijdens de grote coalitie (2005-2009) was Westerwelle leider van de grootste oppositiefractie.
In 2009 haalde de FDP het beste resultaat in haar geschiedenis: 14,6 procent. Westerwelle werd minister van Buitenlandse Zaken en tevens vicekanselier in een CDU/CSU-FDP-coalitie onder Angela Merkel. Westerwelle was gekant tegen Duitse militaire interventies in het buitenland en verhinderde dat Duitsland soldaten naar Libië stuurde.
In 2011 droeg Westerwelle zijn functies als vicekanselier en FDP-voorzitter over aan Philipp Rösler. Bij de Bondsdagverkiezingen van 2013 leed de FDP een dermate grote nederlaag, dat de partij zelfs de kiesdrempel niet haalde. Als minister van Buitenlandse Zaken werd Westerwelle in december 2013 opgevolgd door Frank-Walter Steinmeier, die tevens zijn voorganger was.
In 2014 trok Guido Westerwelle zich uit de nationale politiek terug. In juni 2014 werd bekend dat hij aan leukemie leed. Hij werd daarop met chemotherapie behandeld. Vanaf januari 2016 lag hij voortdurend in het universitaire ziekenhuis van Keulen en kwam niet meer in de openbaarheid. Op 18 maart 2016 stierf hij aan de gevolgen van zijn ziekte. Eind 2015 publiceerde hij een autobiografisch boek, getiteld Zwischen zwei Leben.

## Standpunten

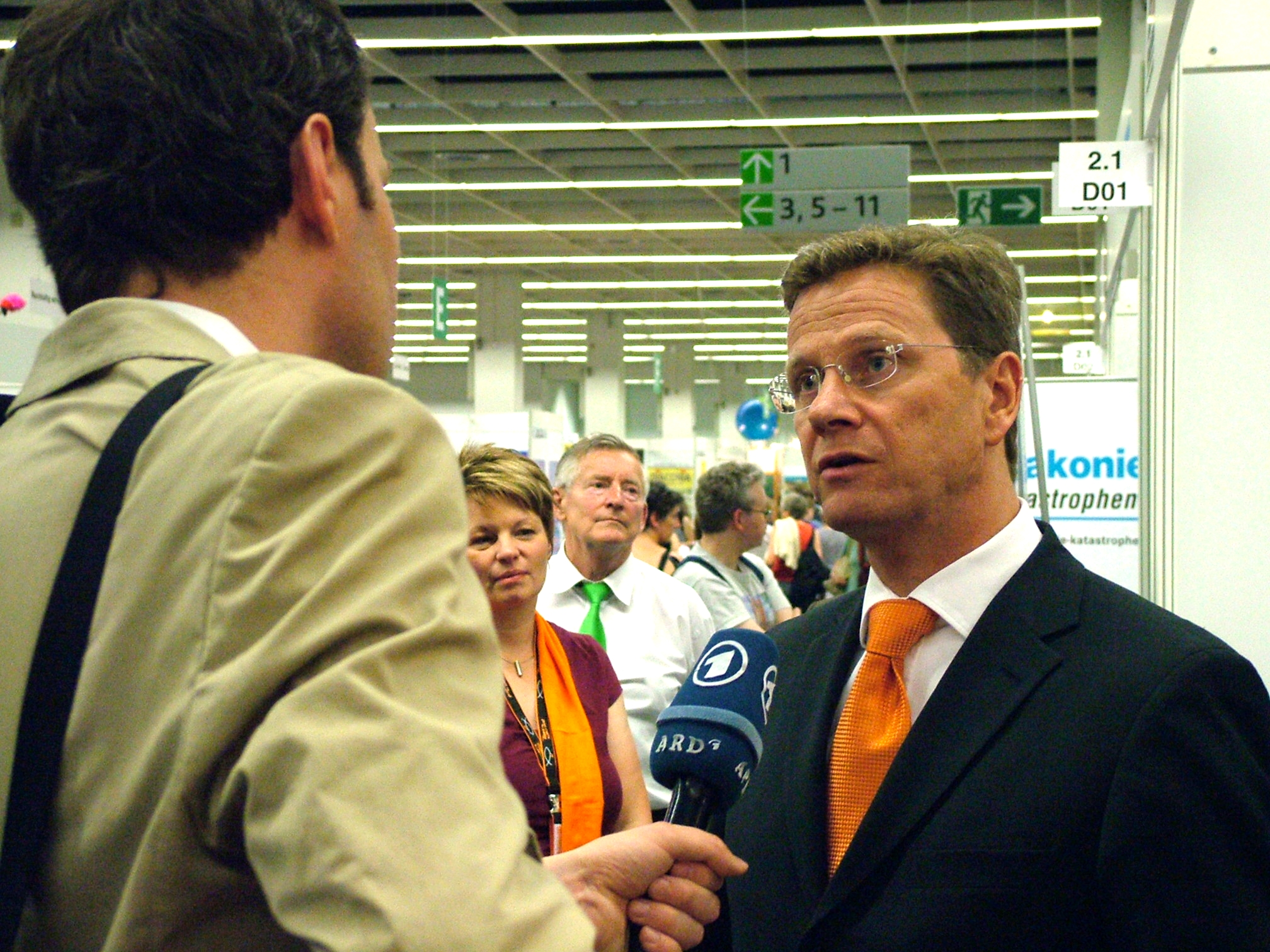
Guido Westerwelle in Keulen, 2007

De klemtonen van de partij liggen van oudsher op economie en onderwijs, en de FDP kiest resoluut voor de vrije markt. In 2009 voegde Westerwelle een aanzienlijk aantal beleidslijnen toe die meer de focus op mensenrechten, vrijzinnigheid en sociale zekerheid legden. Westerwelles FDP verdedigde de vrije meningsuiting en verzette zich tegen het rookverbod. Nadat de FDP in 2008 met kanselier Merkel in aanvaring was gekomen, verklaarde Westerwelle dat, hoewel een verbond met de CDU natuurlijker zou zijn, hij toenaderingen van de sociaaldemocraten niet zou afslaan. Hiermee opende hij de deur naar een zogenaamde verkeerslichtcoalitie: rood, geel en groen. Het centrumlinkse Bündnis 90/Die Grünen stond evenwel sterk afkerig tegenover een dergelijke formule. Zij beschouwen Westerwelle als een tactloze provocateur.
De onafhankelijke koers van Westerwelle zorgde er in het voorjaar van 2009 voor dat de liberalen, ondanks de globale recessie, in de opiniepeilingen hoger scoorden dan Die Linke, hetgeen tegen alle verwachtingen inging.
De partner van Westerwelle was de paardenrennenmanager Michael Mronz. Hij stond bekend als een gevat iemand die graag geestige oneliners strooide. Voorts was hij een fervent liefhebber van stropdassen, wat hem in 2001 de prijs voor ‘dassenman van het jaar’ opleverde. Hij woonde afwisselend in Bonn en Berlijn.

## Publicaties
- 1994, Das Parteienrecht und die politischen Jugendorganisationen
- 1997, Von der Gefälligkeitspolitik zur Verantwortungsgesellschaft
- 1998, Neuland: Einstieg in einen Politikwechsel
- 1999, Neuland. Die Zukunft des deutschen Liberalismus
- 2002, Mein Buch zur Wahl
- 2015, Zwischen zwei Leben